# Bestioles Motel
Bestioles Motel (Best Bugs Forever) est une série d'animation française-allemand-britannique en 26 épisodes de 25 minutes créée par Stuart Gibson et Nathan Peter Wong, et réalisée par Jean-Paul Guigue et Yann Provost. Elle est diffusée en France et en Allemagne entre le 2 juin et le 24 septembre 2019 sur Disney Channel.

## Fiche technique
- Titre : Bestioles Motel
- Titre anglais : Best Bugs Forever
- Autres titres : Käfer City (allemand), Beestjeshotel (néerlandais)
- Création : Stuart Gibson et Nathan Peter Wong
- Réalisation : Jean-Paul Guigue et Yann Provost
- Scénario :
- Musique : Alexis Pécharman et Denis Vautrin
- Production : 
  - Producteur(s) : Franck Ekinci, Marc Jousset & Philippe Alessandri
  - Producteur exécutif : Santine Muñoz
- Société(s) de production : JSBC, Disney EMEA et Watch Next Media
- Société(s) de distribution : France Télévisions
- Durée : 25 minutes
- Diffusion :  France,  Royaume-Uni,  Allemagne
- Dates de diffusion : 
  -  France : 2 juin 2019
  -  Royaume-Uni : 15 juin 2019

## Distribution
- Marie Nonnenmacher : Mo Skeeter
- Bastien Bourlé : Eddie Boulder
- Vincent de Bouard : Marcellin / Pit le sournois
- David Dos Santos : Louie
- Marie Facundo : Pénélope Stinkwell

Version française
- - Direction artistique : Marie Bureau
  - Adaptation : Thibault Codevelle

 Source et légende : version française (VF) sur RS Doublage

## Épisodes
| Saison | Saison | Épisodes (segments) | France          | France            |
| Saison | Saison | Épisodes (segments) | Début de saison | Fin de saison     |
| ------ | ------ | ------------------- | --------------- | ----------------- |
|        | 1      | 26 (52)             | 2 juin 2019     | 24 septembre 2019 |

| No. | Titre                               | Réalisation                     | Scénario                                                                  | Storyboard                                                         | Première diffusion |
| --- | ----------------------------------- | ------------------------------- | ------------------------------------------------------------------------- | ------------------------------------------------------------------ | ------------------ |
| 1a  | Le cloporte à l'armure blindée      | Jean-Paul Guigue & Yann Provost | Ciaran Mutragh & Andrew Barnett Jones                                     |                                                                    | 2 juin 2019        |
| 1b  | Pas vu, pas pris                    | Jean-Paul Guigue & Yann Provost | Ciaran Mutragh & Andrew Barnett Jones                                     | Ann Tu Cao                                                         | 2 juin 2019        |
| 2a  | Pas peur des charançons             | Jean-Paul Guigue & Yann Provost | Ciaran Murtagh & Andrew Barnett Jones                                     | Nicolas Pawlowski                                                  | 2 juin 2019        |
| 2b  | Faux semblants                      | Jean-Paul Guigue & Yann Provost | Ciaran Murtagh & Andrew Barnett Jones                                     | Lucie Gardes                                                       | 2 juin 2019        |
| 3a  | Un cloporte à croquer               | Jean-Paul Guigue & Yann Provost |                                                                           |                                                                    | 2 juin 2019        |
| 3b  | Le Maire idéal                      | Jean-Paul Guigue & Yann Provost |                                                                           |                                                                    | 2 juin 2019        |
| 4a  | La Recette du succès                | Jean-Paul Guigue & Yann Provost |                                                                           |                                                                    | 9 juin 2019        |
| 4b  | Les Règles du jeu                   | Jean-Paul Guigue & Yann Provost |                                                                           |                                                                    | 9 juin 2019        |
| 5a  | Bestioles FM                        | Jean-Paul Guigue & Yann Provost |                                                                           |                                                                    | 9 juin 2019        |
| 5b  | Exprime-toi                         | Jean-Paul Guigue & Yann Provost |                                                                           |                                                                    | 9 juin 2019        |
| 6a  | Cloportia                           | Jean-Paul Guigue & Yann Provost |                                                                           |                                                                    | 9 juin 2019        |
| 6b  | La Bestiole de l'année              | Jean-Paul Guigue & Yann Provost |                                                                           |                                                                    | 9 juin 2019        |
| 7a  | Hurlements nocturnes                | Jean-Paul Guigue & Yann Provost | Sean Carson & David Tomlinson                                             | Ann Tu Cao                                                         | 16 juin 2019       |
| 7b  | La Bestiole de glace                | Jean-Paul Guigue & Yann Provost |                                                                           |                                                                    | 16 juin 2019       |
| 8a  | Voulez-vous danser ?                | Jean-Paul Guigue & Yann Provost | Gaétane Chevallereau, Alice Diener, Ciaran Murtagh & Andrew Barnett Jones | Ann Tu Cao                                                         | 16 juin 2019       |
| 8b  | À votre service                     | Jean-Paul Guigue & Yann Provost |                                                                           |                                                                    | 16 juin 2019       |
| 9a  | Un insecte unique en son genre      | Jean-Paul Guigue & Yann Provost | Ciaran Murtagh & Andrew Barnett Jones                                     | Nicolas Pawlowski, Christelle Abgrall & Maximilien Angelloz-Nicoud | 16 juin 2019       |
| 9b  | Eddie le cascadeur                  | Jean-Paul Guigue & Yann Provost | Jen Upton                                                                 | Marc-Antoine Buhagiar                                              | 16 juin 2019       |
| 10a | Ed la grosse tête                   | Jean-Paul Guigue & Yann Provost |                                                                           |                                                                    | 23 juin 2019       |
| 10b | Une histoire vraie                  | Jean-Paul Guigue & Yann Provost |                                                                           |                                                                    | 23 juin 2019       |
| 11a | Le Son envoûtant du ver à soie      | Jean-Paul Guigue & Yann Provost |                                                                           |                                                                    | 23 juin 2019       |
| 11b | Un cloporte sur le grill            | Jean-Paul Guigue & Yann Provost |                                                                           |                                                                    | 23 juin 2019       |
| 12a | Une invitée qui ne manque pas d'air | Jean-Paul Guigue & Yann Provost |                                                                           |                                                                    | 23 juin 2019       |
| 12b | La Ville fantôme                    | Jean-Paul Guigue & Yann Provost |                                                                           |                                                                    | 23 juin 2019       |
| 13a | La Perle magique                    | Jean-Paul Guigue & Yann Provost |                                                                           |                                                                    | 2 septembre 2019   |
| 13b | Le Rodéo limace                     | Jean-Paul Guigue & Yann Provost |                                                                           |                                                                    | 2 septembre 2019   |
| 14a | Les Peurs du clown                  | Jean-Paul Guigue & Yann Provost |                                                                           |                                                                    | 3 septembre 2019   |
| 14b | Tout le monde aime Edwina           | Jean-Paul Guigue & Yann Provost |                                                                           |                                                                    | 3 septembre 2019   |
| 15a | Le Parcours de golf                 | Jean-Paul Guigue & Yann Provost |                                                                           |                                                                    | 5 septembre 2019   |
| 15b | Un billet pour trois                | Jean-Paul Guigue & Yann Provost |                                                                           |                                                                    | 5 septembre 2019   |
| 16a | Une œuvre d'art                     | Jean-Paul Guigue & Yann Provost |                                                                           |                                                                    | 6 septembre 2019   |
| 16b | L'Accompagnatrice                   | Jean-Paul Guigue & Yann Provost |                                                                           |                                                                    | 6 septembre 2019   |
| 17a | Escroc un jour, escroc toujours     | Jean-Paul Guigue & Yann Provost |                                                                           |                                                                    | 9 septembre 2019   |
| 17b | Mon idole                           | Jean-Paul Guigue & Yann Provost |                                                                           |                                                                    | 9 septembre 2019   |
| 18a | Saute, Mo ! Saute !                 | Jean-Paul Guigue & Yann Provost |                                                                           |                                                                    | 10 septembre 2019  |
| 18b | Mon téléphone                       | Jean-Paul Guigue & Yann Provost |                                                                           |                                                                    | 10 septembre 2019  |
| 19a | À la belle étoile                   | Jean-Paul Guigue & Yann Provost |                                                                           |                                                                    | 12 septembre 2019  |
| 19b | La Doublure                         | Jean-Paul Guigue & Yann Provost |                                                                           |                                                                    | 12 septembre 2019  |
| 20a | Combattre ou fuir                   | Jean-Paul Guigue & Yann Provost |                                                                           |                                                                    | 13 septembre 2019  |
| 20b | Le Procès de Marcelin Marcelin      | Jean-Paul Guigue & Yann Provost |                                                                           |                                                                    | 13 septembre 2019  |
| 21a | Le Grand Prix du Mont Moucheron     | Jean-Paul Guigue & Yann Provost |                                                                           |                                                                    | 16 septembre 2019  |
| 21b | Louie, héros malgré lui             | Jean-Paul Guigue & Yann Provost |                                                                           |                                                                    | 16 septembre 2019  |
| 22a | Et pour quelques raisins de plus    | Jean-Paul Guigue & Yann Provost |                                                                           |                                                                    | 17 septembre 2019  |
| 22b | La Fête des fondateurs              | Jean-Paul Guigue & Yann Provost |                                                                           |                                                                    | 17 septembre 2019  |
| 23  | Le Pays merveilleux de Marcelin     | Jean-Paul Guigue & Yann Provost |                                                                           |                                                                    | 19 septembre 2019  |
| 24a | La Main verte                       | Jean-Paul Guigue & Yann Provost |                                                                           |                                                                    | 20 septembre 2019  |
| 24b | La Fissure                          | Jean-Paul Guigue & Yann Provost |                                                                           |                                                                    | 20 septembre 2019  |
| 25a | La chose venue d'ailleurs           | Jean-Paul Guigue & Yann Provost |                                                                           |                                                                    | 23 septembre 2019  |
| 25b | Attention spoilers                  | Jean-Paul Guigue & Yann Provost |                                                                           |                                                                    | 23 septembre 2019  |
| 26  | Une journée mémorable               | Jean-Paul Guigue & Yann Provost |                                                                           |                                                                    | 24 septembre 2019  |